# BKE Budapest
Le Budapesti Korcsolyázó Egylet est un club de patinage artistique fondé en 1869.

## Hockey sur glace
La section hockey sur glace est créé en 1906 et aujourd'hui disparue. Le club est le premier champion de Hongrie de l'histoire, titre obtenu à sept reprises : 1937, 1938, 1939, 1940, 1942, 1944, 1946.